# Mauzoleum jugoslávských vojínů
Mauzoleum jugoslávských vojínů nebo také Jihoslovanské mauzoleum je stavba ve stylu monumentálního neoklasicismu z roku 1926 sloužící pro uložení ostatků jugoslávských vojáků. Mauzoleum se nachází v Bezručových sadech v historickém centru města Olomouce.

## Historie
Mauzoleum podle návrhu architekta Huberta Austa bylo postaveno nákladem Československo-jihoslovanské ligy, aby v něm byly uloženy ostatky 1187 jugoslávských vojáků, kteří zemřeli v olomouckých vojenských nemocnicích během první světové války. Později sem byly svezeny ostatky i z jiných částí republiky, nyní se zde nachází přibližně 1200 těl, informace o přesném počtu těl se rozcházejí. Památník byl slavnostně vysvěcen 11. července 1926. Další památníky byly postaveny také v Jindřichovicích, v Praze a v Trenčíně.
Od 3. května 1958 je mauzoleum evidováno jako nemovitá kulturní památka. Z důvodu jeho špatného stavu byl v minulosti (1990, 1998) několikrát zpracováván projekt jeho obnovy, z důvodu nejasností ohledně vlastníka však nebyl realizován. Prvním vlastníkem byla Jugoslávie, po jejím rozpadu pak nástupnické státy. V roce 2015 přešla tato památka na základě rozhodnutí soudu do vlastnictví města, které přikročilo k její opravě.  Rekonstrukce započala v roce 2016 a byla rozdělena do tří etap. Během první a druhé byl opraven vnější plášť a interiér (dokončeno 2020), ve třetí etapě má proběhnout rekonstrukce podzemních prostor kostnice včetně restaurování rakví a sanace ostatků vojínů.

## Popis stavby
Jedná se o 11 metrů vysokou kapli s kopulí a představenými třemi řadami dórských sloupů na uměle navezeném pahorku. V něm se nachází kostnice o rozměrech 14 × 7 metrů s ostatky jugoslávských vojáků. Ostatky jsou uloženy v malých dřevěných rakvích a jsou přístupné (dnes zazděným) portálem s pískovcovým reliéfem truchlící ženy a se znaky Jugoslávie a Československa. Sochařskou výzdobu vytvořil Julius Pelikán. Nad vchodem do krypty  je reliéf truchlící ženy a znak království Jugoslávie.
Kaple je přístupná dvojramenným schodištěm. Výmalba s freskami světců v byzantském stylu byla dokončena až dvanáct let po výstavbě mauzolea. Na průčelí stavby je reliéfní nápis v češtině a srbochorvatštině „VĚRNOST ZA VĚRNOST – LJUBAV ZA LJUBAV“ (srbochorvatský text znamená v překladu lásku za lásku).

## Galerie

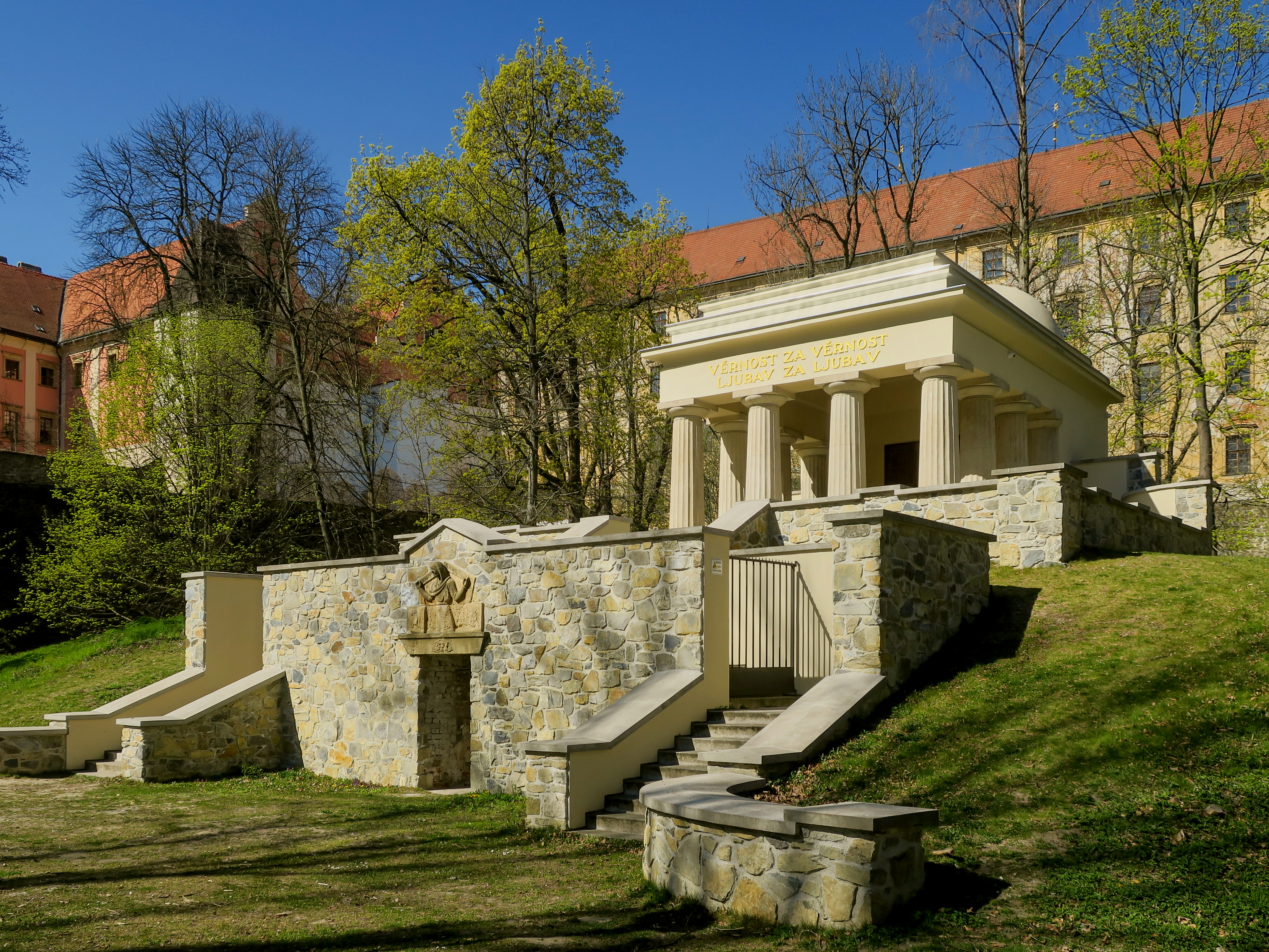
Mauzoleum po rekonstrukci (2020)
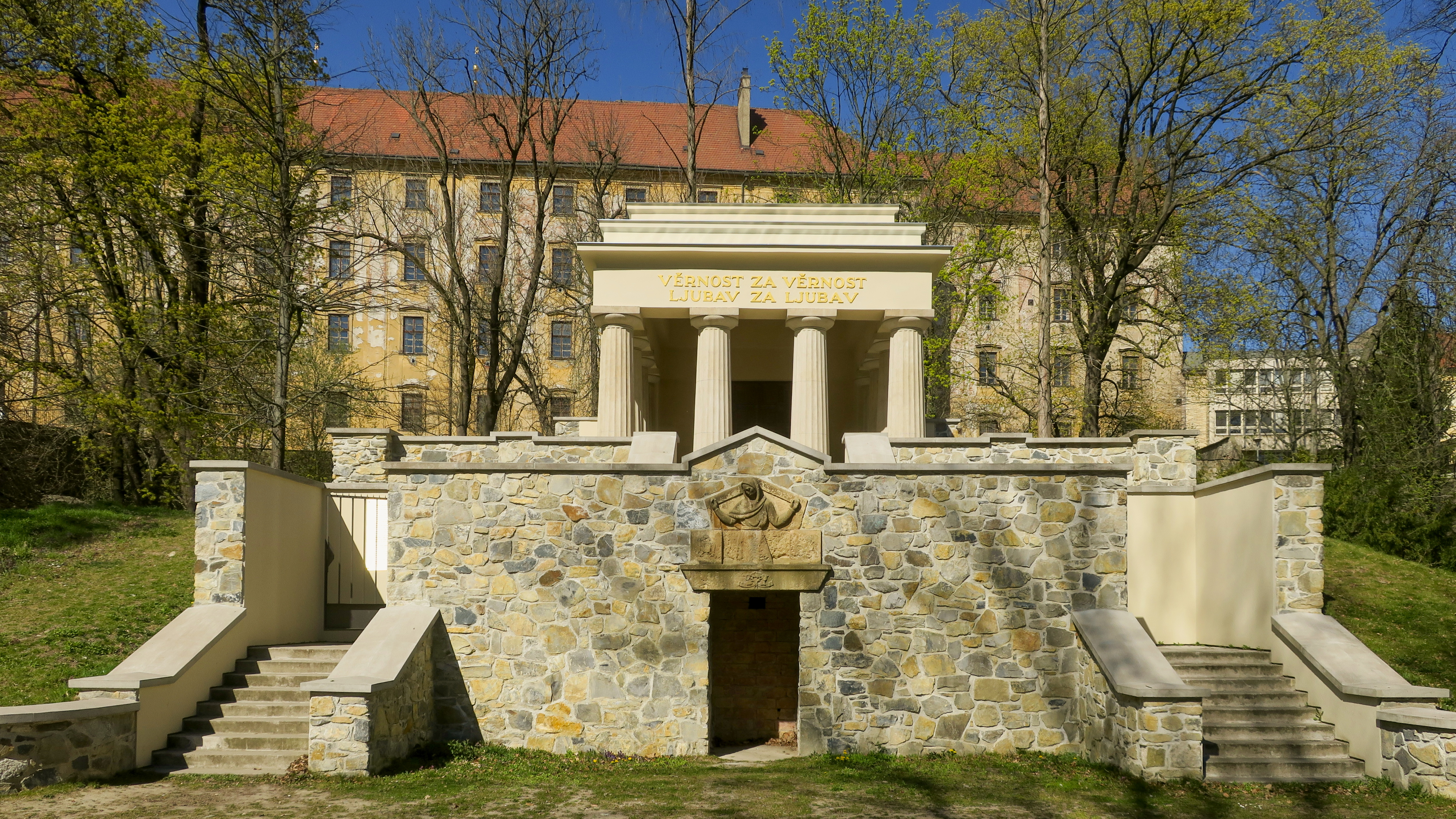
Mauzoleum po rekonstrukci (2020)
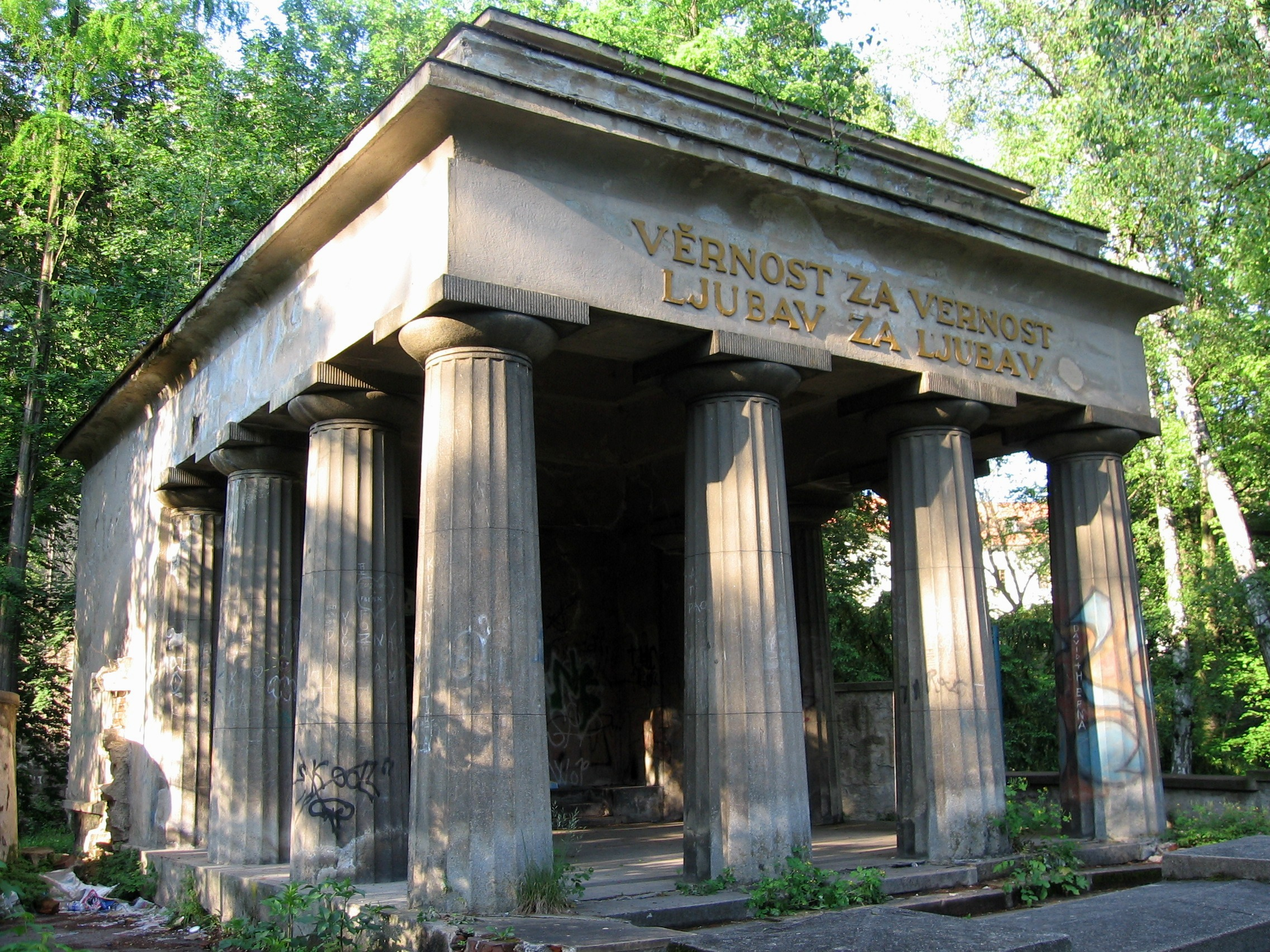
Kaple s představenými dórskými sloupy (2007)
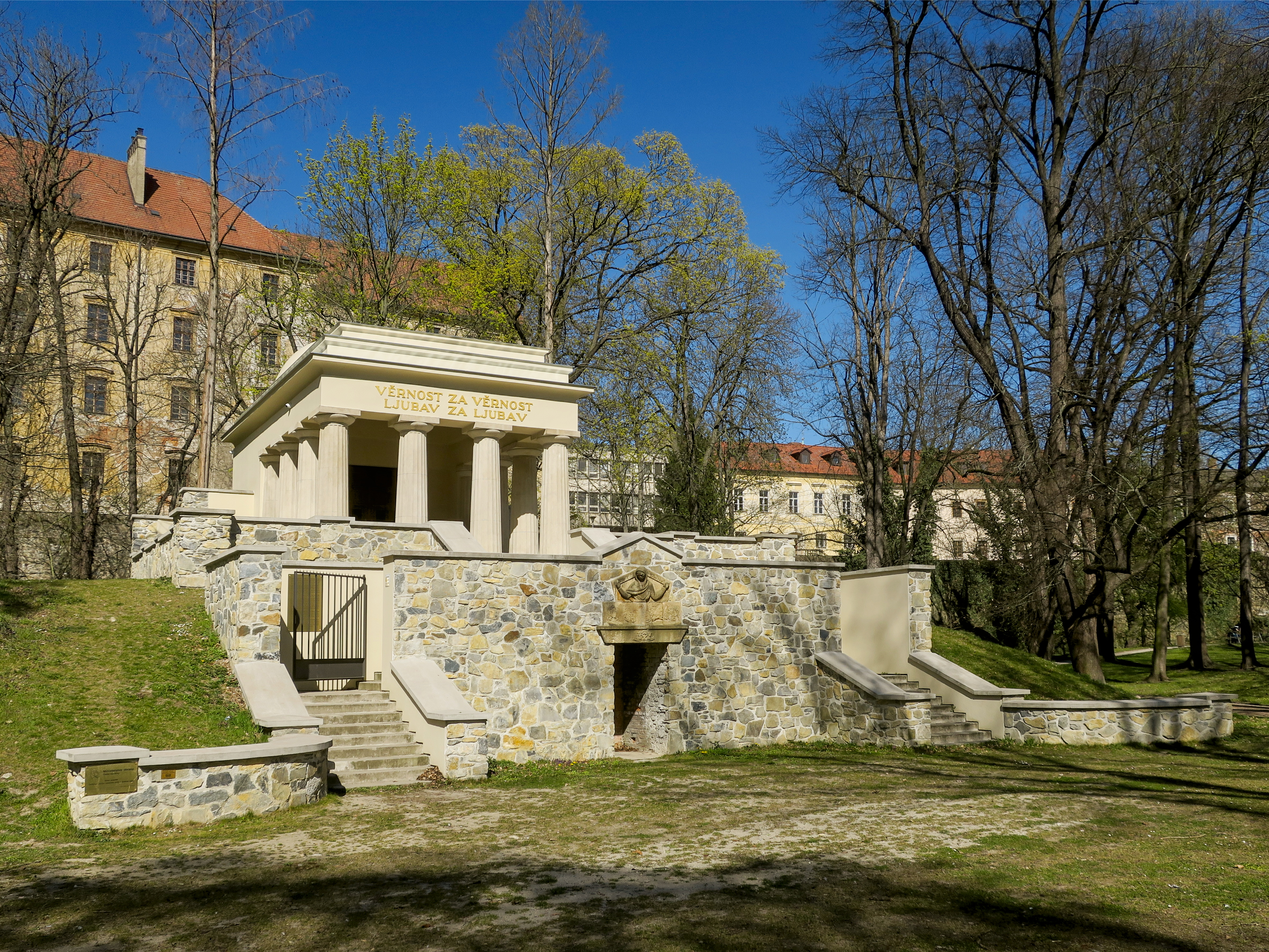
Mauzoleum po rekonstrukci (2020)
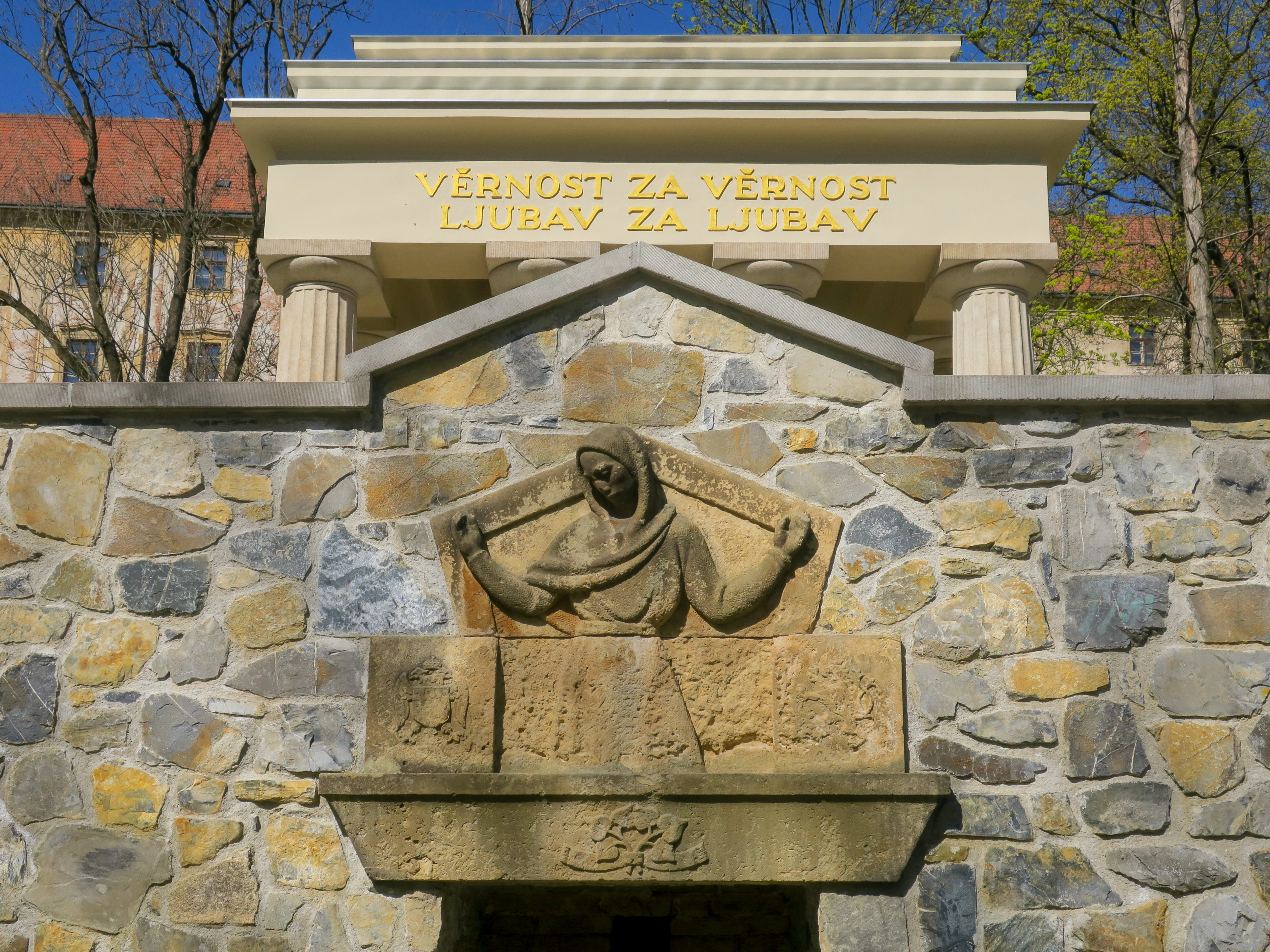
Pískovcový reliéf nad vstupem do kostnice
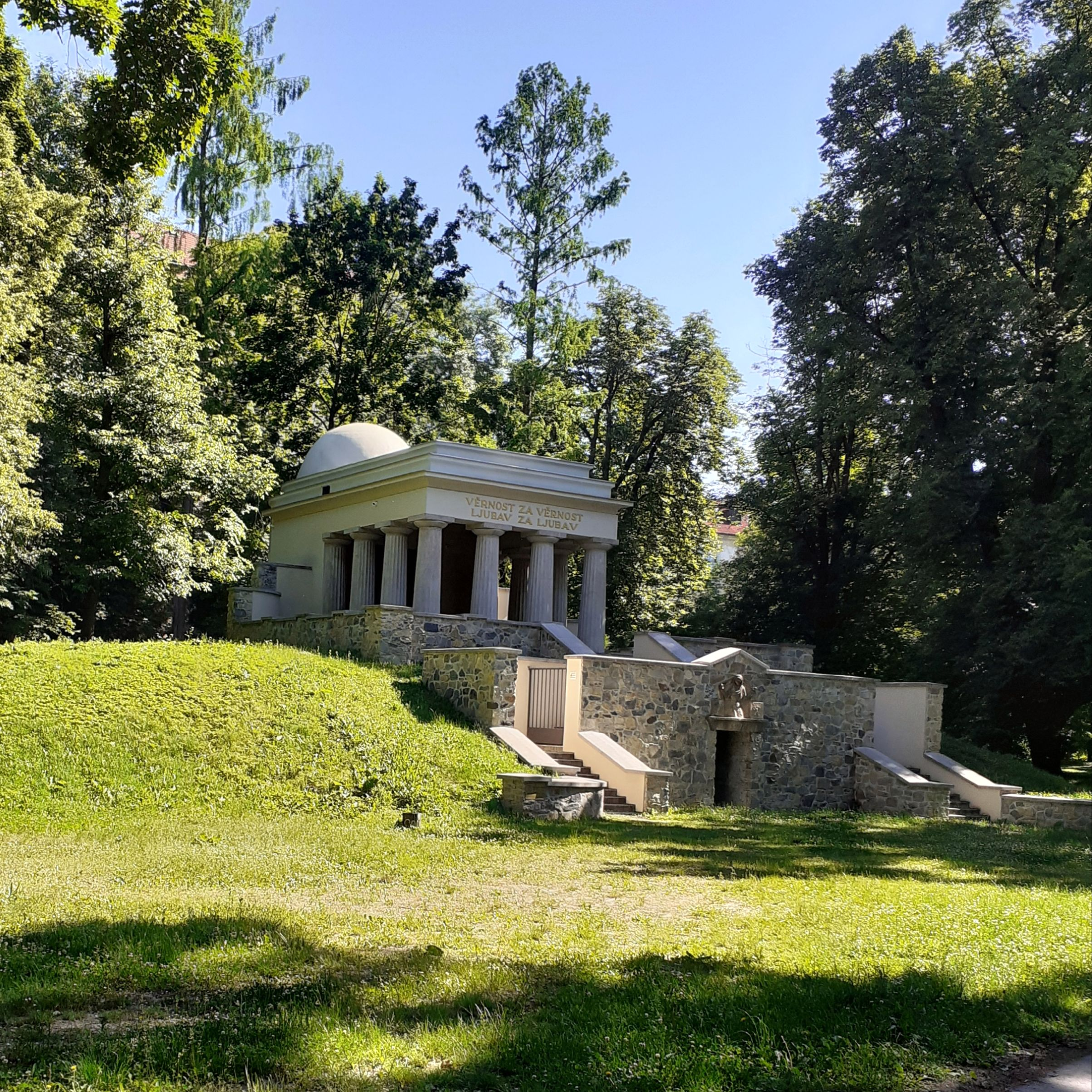
Mauzoleum jihoslovanských vojáků
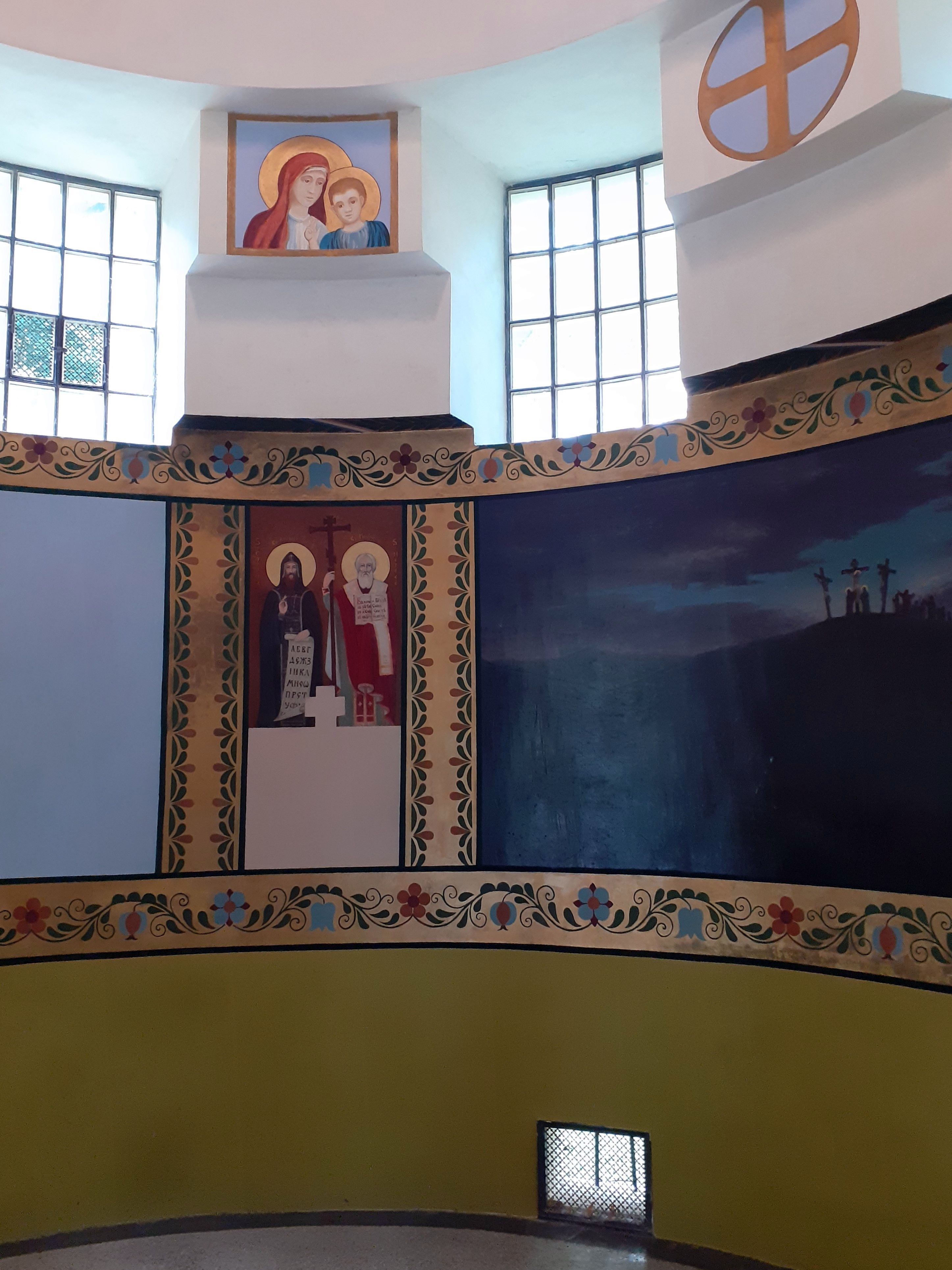
Malby v interiéru kaple od Andreje Kolomackého
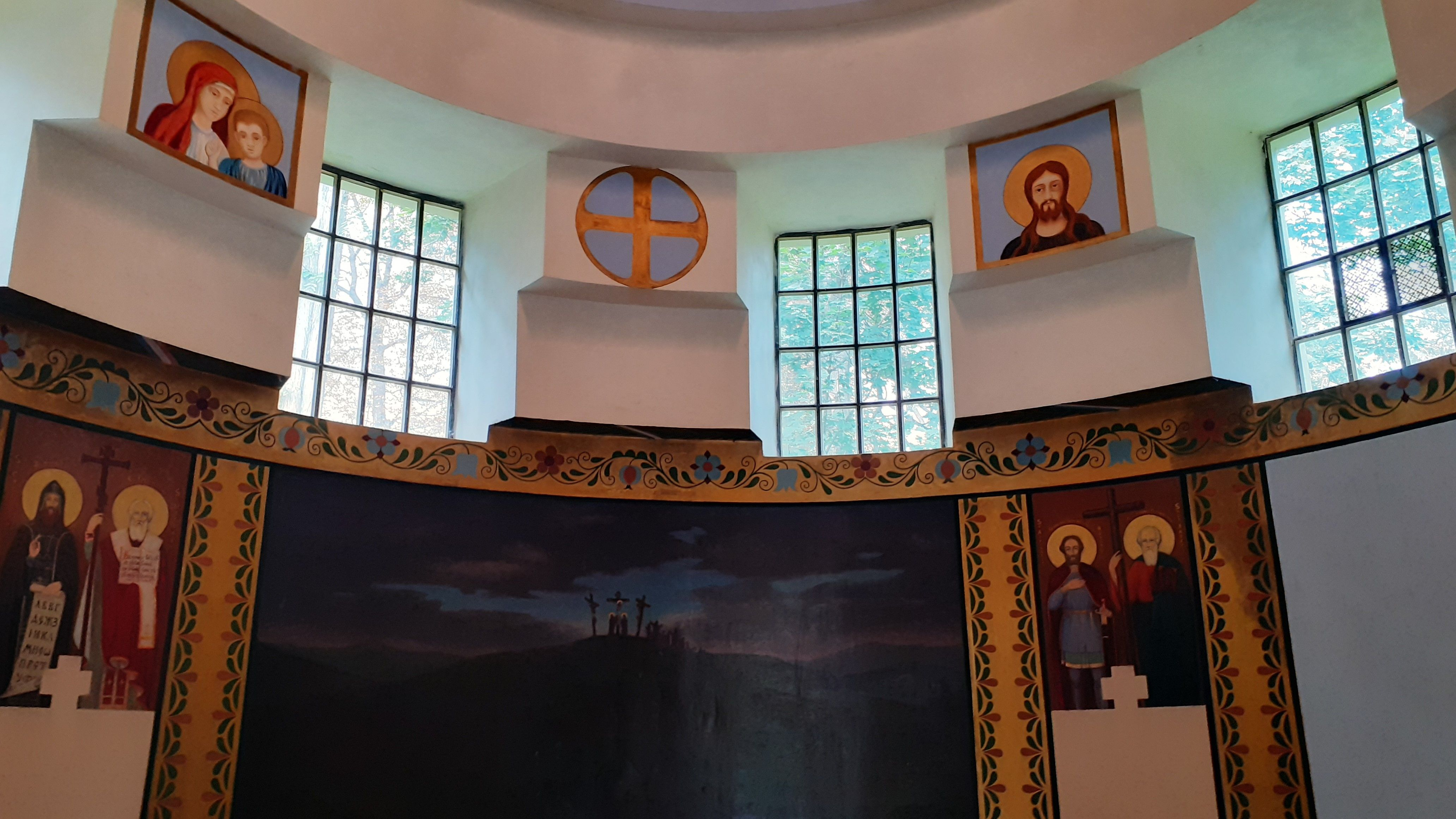
Nástěnné malby v interiéru (po rekonstrukci)